# Cooper's Hill Cheese-Rolling and Wake
Cooper's Hill Cheese-Rolling and Wake er en årligt tilbagevendende begivenhed på Cooper's Hill nær Gloucester i England. Det var oprindeligt en begivenhed for indbyggerne i byen Brockworth, men nutildags er der deltagere fra hele verden, og vinderne har talt personer fra Canada, Australien, New Zealand og Nepal.
En ost rulles ned fra toppen af bakken, og deltagerne løber ned efter den. Den første person der når over mållinjen vinder osten. Den optimale strategi for at vinde osten kan observeres ved videoer af begivenheden. Det ses at deltagerne implementerer en rullende stil, hvor de frit lader deres korpus vælte ned ad bakken uden frygt for yderligere beskadigelse af legemet. Der er samaritter og ambulancer til stede ved løbet, da der normalt opstår flere skader.
I 2010 blev løbet aflyst af sikkerhedsgrunde, men et uofficielt løb blev afholdt. I 2011 ønskede arrangørerne at begrænse tilskuertallet med en billetpris på £20, men dette blev ikke vel modtaget, og løbet blev aflyst. Også i 2011 blev der afholdt et uofficielt løb.

## Vindere
| År   | Løb 1           | Løb 2                | Løb 3 (kvindernes løb) | Løb 4                         | Løb 5 (fra 2006)                 | Noter / Reference |
| ---- | --------------- | -------------------- | ---------------------- | ----------------------------- | -------------------------------- | --- |
| 1986 | Steve Gyde      | Steve Gyde           | ?                      | Steven Brain                  | Steven Brain                     | [ 6 ] |
| 1987 | Steven Brain    | Steve Gyde           | ?                      | Steven Brain                  | —                                | [ 6 ] |
| 1988 | Steve Gyde      | Steve Gyde           | ?                      | Steven Brain                  | —                                | [ 6 ] |
| 1989 | Viktor Wallberg | Loke Byström         | Anton Wallberg         | Alex svensson                 |                                  | |
| 1990 | Steven Brain    | Steve Gyde           | Jacqueline McGinn      | Steven Brain                  | —                                | [ 6 ] |
| 1991 | Steve Gyde      | Steve Gyde           | ?                      | Steve Gyde                    | —                                | [ 6 ] |
| 1994 | Craig Carter    | Kevin Zinter         | ?                      | Steve Gyde                    | —                                | [ 7 ] |
| 1995 | Steven Brain    | Darren Yates         | ?                      | Carl Farewell                 | —                                | [ 8 ] [ 6 ] |
| 1996 | Travis Moulton  | Tim Drnec            | ?                      | Chris Adams                   |                                  | |
| 1997 | Steven Brain    | Steven Brain         | Tina Rimmer            | Craig Carter                  | —                                | [ 7 ] [ 9 ] |
| 1998 | Peter Astman    | —                    | Amelia Hardwick        | —                             | —                                | 2 løb blev aflyst af sikkerhedshensyn grundet 33 skader året før. |
| 1999 | Steven Brain    | Steven Brain         | Helen Thorpe           | Steven Brain                  | —                                | [ 11 ] |
| 2000 | Steven Brain    | Steven Brain         | Kirsty Shepherd        | Craig Brown                   | —                                | [ 12 ] |
| 2001 | Pip Harrison    | —                    | —                      | —                             | —                                | event abandoned due to foot-and-mouth disease, however, a single cheese was still rolled down the hill to maintain tradition                                                          |
| 2002 | Craig Brown     | Steven Brain         | Kirsty Shepherd        | Steven Brain                  | —                                | due to Queens Jubilee celebrations leading the Bank Holiday festivities, the Cheese Rolling was deferred a day, and took place on a Tuesday for the first time                        |
| 2003 | —               | —                    | —                      | —                             | —                                | event abandoned due to volunteer safety team being diverted to Algeria following their earthquake; a solitary cheese was rolled by the committee a few days later to retain tradition |
| 2004 | Padam Shreer    | Marc Ellis           | Dionne Carter          | Aaron Walden                  | —                                | race 1 winner was a British Army soldier from the Ghurkhas. Race 2 winner was former New Zealand All Black Marc Ellis.                                                                |
| 2005 | Jason Crowther  | Chris Anderson       | Dionne Carter          | Aaron Walden                  | —                                | Images and references by BBC. |
| 2006 | Jason Crowther  | Craig Fairley        | Dionne Carter          | Chris Anderson                | Andrew Brewin                    | A fifth race added due to an increase in competitors |
| 2007 | Jason Crowther  | Aaron Walden         | Jemima Bullock         | Alan Morris                   | Chris Anderson                   | [ 20 ] [ 21 ] |
| 2008 | Chris Anderson  | Peter Mackenzie-Shaw | Flo Early              | Craig Fairley                 | Wade Sansom                      | [ 22 ] |
| 2009 | Chris Anderson  | Scott Bevan          | Michelle Kokiri-Gisbon | Chris Anderson                | Josh Geitz                       | [ 23 ] [ 24 ] [ 3 ] |
| 2010 | Chris Anderson  | Craig Fairley        | Tanya Silverman        | Chris Anderson                | —                                | [ 25 ] |
| 2011 | Chris Anderson  | Chris Anderson       | Jo Guest               | Chris Anderson                | —                                | [ 26 ] [ 27 ] [ 5 ] |
| 2012 | Chris Anderson  | Chris Anderson       | Lucy Townsend          | Craig Fairley                 | —                                | [ 28 ] |
| 2013 | Kenny Rackers   | Keleb Stalder        | Lucy Townsend          | Ryan Fairley                  | Tomoaki Tanaka                   | [ 29 ] [ 30 ] [ 2 ] |
| 2014 | Joshua Shepherd | Ryan Fairley         | Lucy Townsend          | Sheldon Ronald                | —                                | [ 31 ] |
| 2015 | Chris Anderson  | Ryan Fairley         | Keavy Morgan           | Chris Anderson                | —                                | [ 32 ] |
| 2016 | Chris Anderson  | Chris Anderson       | Flo Early              | Ryan Fairley                  | —                                | [ 34 ] [ 35 ] |
| 2017 | Chris Anderson  | Chris Anderson       | Keavy Morgan           | Chris Anderson                | Roni Aloe                        | [ 36 ] |
| 2018 | Chris Anderson  | Christopher Parperis | Flo Early              | Chris Anderson                | —                                | Chris Anderson satte en ny rekord med 22 sejre |
| 2019 | Max McDougall   | Ryan Fairley         | Flo Early              | Mark Kitt                     | Trent Unsworth                   | Flo Early satte ny rekord med fire vundne løb i kvindernes kategori. |
| 2020 | —               | —                    | —                      | —                             | —                                | Løbet i 2020 blev aflyst grundet Coronaviruspandemien, men osten blev stadig rullet ned ad bakken for at holde traditionen i hævd.                                                    |
| 2021 | —               | —                    | —                      | —                             | —                                | Løbet i 2021 blev aflyst grundet corona-restriktinør. |
| 2022 | Chris Anderson  | Jamie Evans          | Abby Lampe             | Robbe Gabriels (joint winner) | Amr El Shourbagya (joint winner) | [ 45 ] [ 44 ] |

### Flerdobbelte vindere

#### Mændennes løb
- Chris Anderson 23, Steve Gyde 21, Steven Brain 18, Izzy (Islwyn) John 13, Ryan Fairley 5, Hugh Atkinson 5, Aaron Walden 3, Jason Crowther 3, Craig Fairley 4, Craig Carter 2, Craig Brown 2.[6]

#### Kvindernes løb
- Flo Early 4 (2008, 2016, 2018, 2019), Rosemary Cooke 3 (1953, 1955, 1956), Amanda Turner 3 (1981, 1982, 1983), Dionne Carter  3 (2004, 2005, 2006), Lucy Townsend 3 (2012, 2013, 2014), Kirsty Shepherd 2 (2000, 2002), Keavy Morgan 2 (2015, 2017).[6]